# Maksimilijan II., car Svetog Rimskog Carstva
Maksimilijan II. (Beč, 31. srpnja 1527. – Regensburg, 12. listopada 1576.), rimsko-njemački car, ugarsko-hrvatski i češki kralj (1564. – 1576.) iz dinastije Habsburg.

## Vjerska politika
Maksimilijan je došao na vlast poslije smrti oca Ferdinanda I. u doba vjerskih sukoba između katolika i protestanata i najveće turske opasnosti za Hrvatsku i Ugarsku. Iako je naginjao protestantizmu ostao je iz političkih razloga vjeran katolicizmu. Smatrao je da vladar treba biti iznad svih konfesija. Stoga je nastojao da se katolici i protestanti sporazume,  ali bez uspjeha, tako da mu nije preostalo ništa drugo nego da tolerancijom ublažava i smiruje njihove razlike i sukobe. 1571. priznao je protestantskom plemstvu u Austriji pravo na slobodu vjeroispovijesti, no ne i gradovima, gdje se na taj način protureformacija koju je bio započeo njegov otac mogla učvrstiti.

## Vladanje u Ugarskoj i Hrvatskoj
1564. provalio je iz Erdelja u habsburški dio Ugarske Ivan Sigismund sin Ivana Zapolje, ali se zbog poplava morao povući. Nastavio je rat protiv bečkog dvora sve do svoje smrti 1570. Nakon njegove smrti za erdeljskoga vojvodu izabran je Stjepan Bathory koji je 1575. postao i poljski kralj. On je, oslanjajući se na Turke, nastavio voditi antihabsuršku politiku.
U vrijeme Maksimilijanove vladavine dogodila su se dva značajna događaja hrvatske ranonovovjekovne povijesti; junačka obrana Sigeta Nikole Šubića Zrinskog 1566. i seljačka buna u sjeverozapadnoj Hrvatskoj pod vodstvom Matije Gupca 1572. – 1573., koja je okrutno ugušena.

## Smrt
Maksimilijan je umro 1576. godine.  Naslijedio ga je sin Rudolf. Na samrti su ga obitelj i papinski legat nagovarali da primi sakramente tj. da se ispovijedi i pričesti. Ali Maksimilijan bi ih odbijao riječima "Moj je propovijednik u nebu", iako se izjasnio da vjeruje u nauk Katoličke Crkve. Tako je umro bez sakramenata.

## Značaj
Maksimilijan je bio razborit i bistar čovjek i obrazovaniji od svoga oca. No ipak nije bio podoban za vladara u ono burno vrijeme. On nije mogao nikada jasno i odlučno odrediti ciljeve koje bi slijedio niti odabrati sredstva da ih ostvari. Vazda je kolebao pa ga je stoga malo tko volio.  U Njemačkoj ga nisu voljeli ni katolici i protestanti; u Ugarskoj su gotovo zazirali od njega. Hrvatsko bi Kraljevstvo za njegova vladanja gotovo posve osvojili Turci. Maksimilijan je naime vodio posve defenzivnu i mlaku politiku prema Turcima. Tako 1566. nije na sve njegove molbe htio Nikoli Šubiću Zrinjskom poslati nikakvu pomoć u Sigetu.  Da su se
"ostaci ostataka" Hrvatske tada održali prvenstvena je zasluga sposobnih banova Petra Erdödyja, Franje Frankopana Slunjskog i Jurja Draškovića.

## Potomstvo
Maksimilijan se 1548. vjenčao s Marijom od Španjolske, kćerkom Karla V. i imao s njom sedmero djece: 
- Ana (1549. – 1580.) – supruga španjolskog kralja Filipa II.
- Rudolf II. (1552. – 1612.)
- Ernest (1553. – 1595.)
- Elizabeta (1554. – 1592.) – supruga francuskog kralja Karla IX.
- Matija (1557. – 1619.)
- Maksimilijan (1558. – 1618.)
- Albert (1559. – 1621.)

## Vanjske poveznice
- Maksimilijan II. Hrvatska enciklopedija

| Prethodnik:                  | Hrvatsko-ugarski kralj (1564. – 1576.) | Nasljednik:                |
| Ferdinand I. (1527. – 1564.) | Hrvatsko-ugarski kralj (1564. – 1576.) | Rudolf II. (1576. – 1608.) |

| Prethodnik:                  | Rimsko-njemački car (1564. – 1576.) | Nasljednik:                |
| Ferdinand I. (1556. – 1564.) | Rimsko-njemački car (1564. – 1576.) | Rudolf II. (1576. – 1612.) |